# نوكيا 6210
نوكيا 6210 هو هاتف محمول من صنع شركة نوكيا. طرح في معرض سيبت في هانوفر في فبراير 2000، خلفًا لهاتف نوكيا 6110. بالإضافة إلى الاتصال والرسائل النصية القصيرة، فهو يحتوي على العديد من الميزات الأخرى، بما في ذلك المنبه، ومودم HSCSD، وعميل الويب (بروتوكول التطبيقات اللاسلكية)، وثلاث ألعاب (Snake 2، Pairs II وOpsite)، آلة حاسبة، تطبيق قائمة المهام، التقويم، الاتصال بالأشعة تحت الحمراء، مسجل الصوت، وساعة التوقف. التفاصيل البلاستيكية الموجودة أسفل لوحة المفاتيح، والتي أطلقت عليها نوكيا اسم الشارة الشخصية، قابلة للإزالة؛ قدمت نوكيا لفترة من الوقت بدائل ترويجية مجانية، مما يسمح للعملاء بتخصيصها بنص مطبوع على الشاشة من اختيارهم.